# Aglaophenia diegensis
Aglaophenia diegensis is een hydroïdpoliep uit de familie Aglaopheniidae. De poliep komt uit het geslacht Aglaophenia. Aglaophenia diegensis werd in 1904 voor het eerst wetenschappelijk beschreven door Torrey. 